# Cabo Zhelezni Rog
El cabo Zhelezni Rog (del ruso: Железный Рог ‘cuerno de hierro’) es un cabo situado en la orilla sur de la península de Tamán, sobre el mar Negro, 10 km al sur de la stanitsa Tamán. Tiene una anchura de 1,3 km y una altura de 65 m. El espacio sobre el cabo está cubierto de viñedos y del único yacimiento de mineral de hierro del Kubán en superficie. Este yacimiento era explotado de modo artesanal hasta 1932 (recogiendo las placas rotas del mineral). En la orilla sudoeste hay una pequeña playa.